# Marcq (Enghien)
Pour les articles homonymes, voir Marcq.
Marcq (en néerlandais et en picard Mark) est une section de la ville belge d'Enghien située en Région wallonne dans la province de Hainaut.
C'était une commune à part entière avant la fusion des communes de 1977.

## Toponymie
Le nom du village vient de la rivière, la Marcq. L'origine de cette appellation est germanique : marka en gothique signifie délimitation, frontière, borne (Mark en haut moyen allemand). Origine étymologique commune avec marche, marquis, markgraf... D'autres rivières en Belgique ont la même appellation (ex. la marka à Éghezée…)

## Évolution démographique
- Sources : INS, Rem. : 1831 jusqu'en 1970 = recensements, 1976 = nombre d'habitants au 31 décembre.

## Patrimoine et culture

### Patrimoine architectural

#### Église Saint-Martin

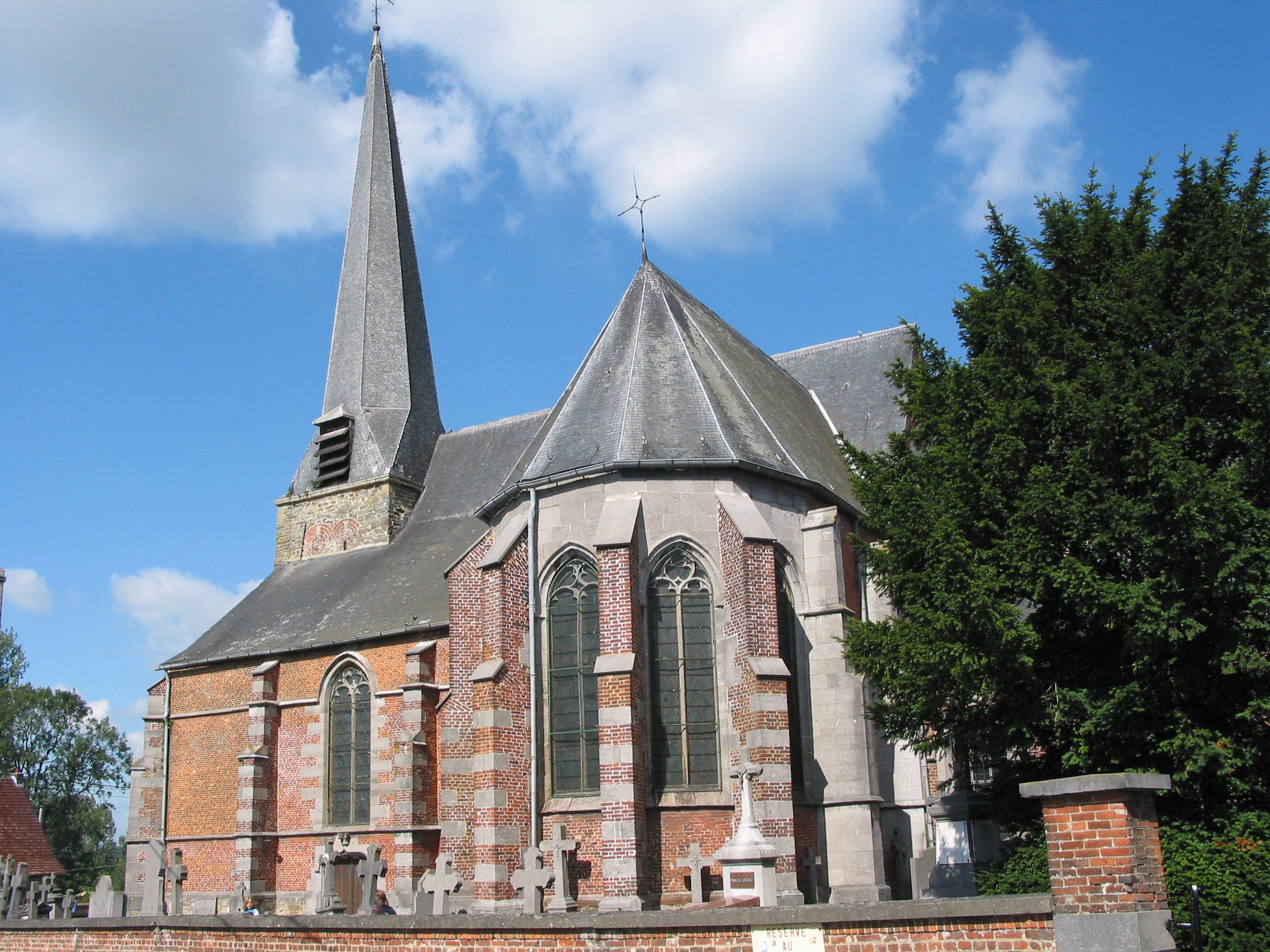
L'église Saint-Martin.

L'existence de l'église Saint-Martin est attestée depuis le XIIe siècle. Son orgue et le buffet figurent sur la Liste du patrimoine exceptionnel de la Région wallonne. Est considéré comme monument depuis le 1er juin 1945 : la totalité de l'orgue, buffet et instrument.